# Ofensiva militar

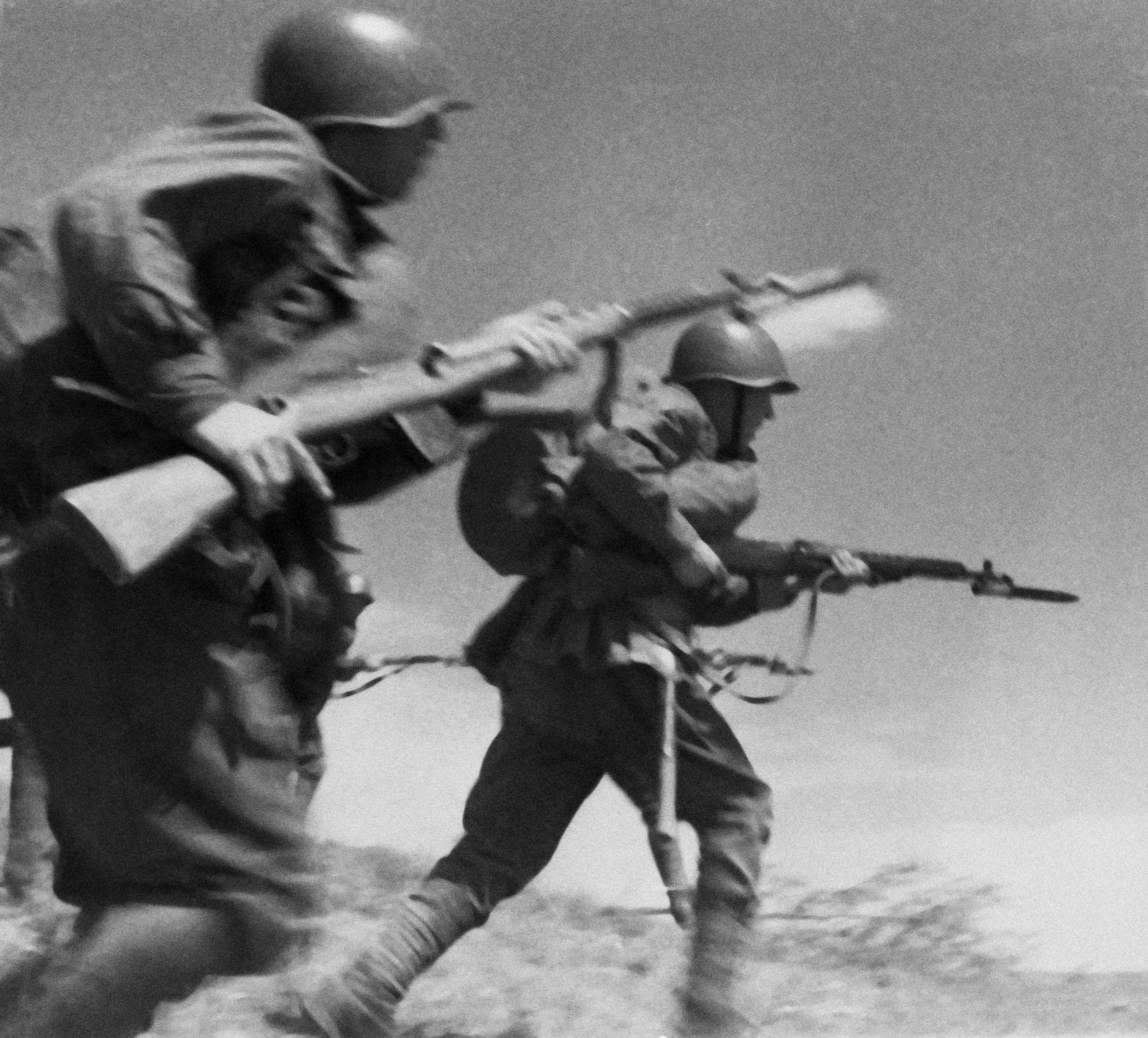
Soldats de l'exèrcit roig passen a l'ofensiva durant el Front Oriental de la Segona Guerra Mundial.

Una ofensiva és una operació militar que, a través d'una acció agressiva de les forces armades pretén conquerir o destruir les posicions de l'enemic. o aconseguir algun objectiu estratègic, operatiu o tàctic més gran. Les ofensives es duen a terme en gran part com un mitjà per assegurar tenir la iniciativa en un enfrontament entre oponents. Es poden fer per terra, mar o aire. L'ofensiva es considerava un mitjà preeminent per produir la victòria, encara que amb el reconeixement d'una fase defensiva en algun moment de l'execució.
Una ofensiva estratègica consisteix en ofensives operatives simultànies, en tàndem o per fases que pretenen assolir objectius operatius específics que, finalment, condueixen a l'assoliment d'un objectiu estratègic, normalment una derrota completa de l'oposició, però també la destrucció d'una força enemiga important o l'ocupació estratègica. territori important, com l'operació ofensiva estratègica de Manxúria.
Qualsevol ofensiva estratègica és un derivat d'una combinació de factors com ara la doctrina militar nacional, l'experiència militar passada i l'anàlisi de les circumstàncies sociopolítiques, econòmiques i militars.
Una guia ràpida sobre la mida o l'abast de l'ofensiva és considerar el nombre de tropes implicades en el bàndol que inicia l'ofensiva.
Una ofensiva naval, com l'atac japonès a Pearl Harbor, pot tenir implicacions àmplies per a les estratègies nacionals i requerir un compromís logístic important per destruir les capacitats navals enemigues. També es pot utilitzar per imedir el transport enemic, com ara la batalla de l'Atlàntic de la Segona Guerra Mundial. Les ofensives navals també poden ser tàctiques, com l'operació Coronado IX realitzada per la Força Mòbil Riverine de la Marina dels Estats Units durant la Guerra del Vietnam.
Una ofensiva aèria és una operació que pot descriure qualsevol tipus d'operacions diferents, normalment restringides a tipus específics d'aeronaus. Les ofensives realitzades amb l'ús d'avions de caça es preocupen principalment d'establir la superioritat aèria en un espai aeri determinat o sobre un territori determinat. Una ofensiva de bombarders de vegades també es coneix com a ofensiva de bombardeig estratègic i va ser utilitzada de manera destacada pels Aliats a gran escala durant la Segona Guerra Mundial. L'ús d'avions d'atac a terra en suport d'ofensives terrestres es pot dir que és una ofensiva aèria, com la realitzada a la fase inicial de l'operació Kutuzov de l'Exèrcit Roig i l'operació Polkovodets Rumiantsev, quan centenars d'avions Il-2 van ser utilitzats en massa per aclaparar les tropes terrestres de la Wehrmacht.

## Ofensiva de teatre
Una ofensiva de teatre pot ser una guerra i una característica dominant d'una política de seguretat nacional, o un dels diversos components de la guerra si un país participa en diversos teatres com el Regne Unit el 1941 . En el teatre general, les ofensives requereixen que més de 250.000 soldats es comprometin a les operacions de combat, inclosa la planificació combinada de diferents armes i serveis de les forces armades, com ara tropes de defensa aèria integrades en el pla general d'operacions terrestres.

## Ofensiva estratègica
Una ofensiva estratègica és sovint una campanya i implicaria l'ús de més de 100.000 soldats com a part d'una estratègia general del conflicte en un determinat teatre. Per exemple, l'operació Barbarroja va ser una ofensiva teatral composta per tres campanyes diferents i interrelacionades a les parts sud, central i nord del territori de la Unió Soviètica. Les operacions ofensives estratègiques soviètiques durant la Segona Guerra Mundial sovint implicaven operacions coordinades multifront. Juntament amb les operacions de la Wehrmacht al front oriental de la Segona Guerra Mundial, aquestes van ser les més grans operacions militars del segle xx. Les operacions estratègiques de l'Exèrcit Roig a la Segona Guerra Mundial ofereixen una llista d'operacions soviètiques a gran escala.
Una ofensiva estratègica és l'expressió agressiva de la planificació de la guerra i l'ús de forces estratègiques en conjunt, combinant tots els recursos disponibles per assolir objectius definits i definitius que alterarien fonamentalment l'equilibri de poder entre els bel·ligerants. Tanmateix, la planificació i l'execució d'ofensives estratègiques es basen sempre en consideracions teòriques perquè és poc pràctic, poc econòmic i difícil ocultar un assaig a gran escala d'operacions a gran escala.
Una ofensiva estratègica consisteix en ofensives operatives simultànies, en tàndem o en fases que pretenen assolir objectius operatius específics que eventualment condueixen a l'assoliment d'un objectiu estratègic, generalment una derrota completa de l'oposició, però també la destrucció d'una força enemiga important o l'ocupació de forces estratègiques. territori important, com l'operació ofensiva estratègica de Manxúria.
Qualsevol ofensiva estratègica és un derivat d'una combinació de factors com ara la doctrina militar nacional, l'experiència militar passada i l'anàlisi de les circumstàncies sociopolítiques, econòmiques i militars.

## Exemples
- La batalla de Stalingrad va ser una gran i decisiva batalla de la Segona Guerra Mundial en la que l'Alemanya Nazi i els seus Aliats van combatre la Unió Soviètica pel control de la ciutat de Stalingrad (actualment Volgograd), al sud-oest de la Unió Soviètica. La batalla va tenir lloc entre el 23 d'agost de 1942 i el 2 de febrer de 1943,[10][11][12] i va estar marcada pel combat cos a cos i per l'absolut menyspreu per la quantitat de víctimes civils i militars. És considerada una de les batalles més sagnants en la història de la guerra, amb les majors estimacions de baixes combinades, sumant gairebé dos milions. Les grans pèrdues causades sobre l'exèrcit alemany la va convertir en un significatiu punt d'inflexió de tota la guerra.[13] Després de la batalla de Stalingrad, les tropes alemanyes ja no recuperaren la seva força inicial, i ja no aconseguiren cap més victòria estratègica a l'est.[14]
- L'Ofensiva del Tet (anglès: Tet Offensive; vietnamita Sự kiện Tết Mậu Thân 1968 o Tổng tiến công và nổi dậy Tết Mậu Thân) va ser una de les majors campanyes militars de la Guerra del Vietnam, llançada el 30 de gener de 1968 per les forces del Front Nacional d'Alliberament del Vietnam (FNA) i de l'Exèrcit Popular (EPV) nordvietnamita, contra les forces del govern del Vietnam del Sud de la junta militar titella encapçalada per Nguyễn Văn Thiệu, els Estats Units i els seus aliats. Va ser una campanya d'atacs per sorpresa contra els comandaments civils i militats i centres de control per tot el Vietnam del Sud. El nom de l'ofensiva prové de la festivitat del Tết, l'any nou vietnamita, quan els primers grans atacs van tenir lloc.[15]